# Алёхин, Игорь Иванович
Игорь Иванович Алехин — российский политический, государственный и общественный деятель, с 2006 года по 2009 год — глава города Брянска, председатель Брянского городского Совета народных депутатов III созыва. Председатель Брянского регионального отделения Общероссийской общественной организации «Деловая Россия». Депутат Брянской областной думы VI созыва. Соучредитель благотворительного фонда помощи детям «ДОБРЫЙ ЖУРАВЛИК».

## Биография
Родился 7 сентября 1967 года в Брянске. Окончил Московское суворовское военное училище. В 1989 году окончил Киевское высшее инженерное радиотехническое училище ПВО имени А. И. Покрышкина.В 1989—1994 годах работал сначала инженером, а затем начальником отдела войсковой части. В 1994 году — радиотехник ЗАО «Планета 2» (Москва), в 1994—1995 годах — заместитель директора фирмы «Сталкер». С 1995 года по 2005 год занимался предпринимательской деятельностью.
В ноябре 2005 года был избран депутатом, а в январе 2006 года — председателем Брянского городского Совета народных депутатов III созыва и главой города Брянска. Исполнял обязанности главы города Брянска по март 2009 года.
В 2009 году избран депутатом Брянской областной думы V созыва по Советскому одномандатному избирательному округу № 4.
В 2011 году окончил Орловскую региональную академию государственной службы в городе Брянске.
В сентябре 2014 года избран депутатом Брянской областной думы VI созыва по Советскому одномандатному избирательному округу № 4.

## Развитие Брянска при Игоре Алехине
- Экономика и бюджет

В 2007 году состоялось первое принятие трехлетнего бюджета Брянска, по проекту которого проводились публичные слушания. Мнение граждан города напрямую учитывалось при формировании расходных статей бюджета. В результате к 2009 году были оформлены следующие показатели: 60 % бюджета поступало в отрасли образования и здравоохранения, 20 % — в ЖКХ.
С 2006 года бюджет Брянска, в котором проживает треть населения Брянской области и трудится 45 % от работающего населения региона, стал профицитным.
В 2007 году по итогам II Всероссийского конкурса «Лучшее муниципальное образование» Брянск занял I место в номинации «Экономика и финансы». В том же году Брянск вышел на V место в национальном рейтинге прозрачности муниципальных закупок.
Общий инвестиционный поток в экономику города в 2008 году превысил 9,2 млрд рублей, доля города Брянска в общем объеме инвестиций, поступивших в экономику региона, составила 58 %. Был погашен многолетний долг города, составлявший на 2006 год около 0,5 млрд рублей.
- Жилищно-коммунальная сфера

В течение 2006—2008 годов проводилась поступательная реконструкция очистных сооружений МУП «Брянский городской водоканал», проведена реконструкция МУП «Асфальтобетонный завод». Кроме того, стартовала программа повышения механовооруженности предприятий ЖКХ, приобреталась техника для уборки улиц.
В этот период в Брянске впервые внедрена система вертикального озеленения. В городских дворах впервые за десятилетия началась установка новых современных детских и спортивных игровых площадок, более 100 прежних было отремонтировано. Во всех районах Брянска созданы новые скверы (скверы им. И. Л. Паристого, И. К. Гайдукова, сквер Энергетиков, сквер памяти жертвам Чернобыля, Есенинский сквер), проведен ремонт в уже существующих парках и скверах (парк-музей имени А. К. Толстого, Лесные Сараи, скверы им. П. М. Камозина, Ф. И. Тютчева).
В 2007 году начато строительство I очереди стратегически важного путепровода через железнодорожные пути станции Орджоникидзеград, посредством которого было восстановлено транспортное сообщение с 80-тысячным населением микрорайона Новый Городок.
В 2007 году на ремонт дорожного полотна было направлено более полумиллиарда рублей, за счет этого отремонтировано в 100 раз больше дорог, чем в 2000 году. В 2008 году на эту статью расходов направлено более 140 млн рублей, отремонтировано полотно 75 улиц.
Капитально отремонтированы центральные улицы Брянска, которые являются ключевыми транспортными артериями города: улица Горького от проспекта Ленина до пересечения с улицей Калинина, улица Красноармейская, улица Бежицкая в районе Городищенской горки, а также более 100 участков дорог в разных районах города.
- Строительство

В 2006 году решением Брянского городского Совета народных депутатов приняты Правила землепользования и застройки города Брянска, которые предварительно прошли публичные слушания. Следуя нормам документа, за этот же год в городе было сдано в эксплуатацию 1736 квартир общей площадью 139,2 тыс. м², что в 1,6 раза больше уровня 2005 года.
В рамках городской целевой программы «Обеспечение жильем молодых семей на 2007—2010 годы» 8 молодым семьям города выданы субсидии на приобретение жилья, 66 человек стали обладателями жилищных сертификатов.
- Транспортное обеспечение

В 2007—2008 годах для автотранспортных предприятий Брянска приобретено 48 троллейбусов и 31 автобус, впервые приобретены низкопольные троллейбусы, открыты новые маршруты. В рамках долгосрочной программы «Повышение безопасности дорожного движения в городе Брянске» проведена замена городских светофоров на более совершенные.
Создан Общественный совет коммерческих перевозчиков, начата комплексная работа по созданию благоприятной среды обитания для маломобильных групп населения, включая лиц с ограниченными физическими возможностями.
С 2007 года муниципальный и коммунальный транспорт оснащен спутниковой навигационной системой ГЛОНАСС.
- Здравоохранение

На средства муниципального бюджета Брянска за этот период был проведен капитальный ремонт 4 городских больниц и 2 поликлиник. Благодаря реализации национального проекта «Здоровье» в городе укрепилась материальная база муниципальных учреждений здравоохранения. Из федерального центра в Брянск поставлено 162 комплекта медицинского оборудования и 25 санитарных автомобилей «Скорая помощь». Ещё 25 санитарных автомобилей приобретено за счет средств бюджета города. Оперативность бригад «Скорой помощи» в 2006 году повысилась как минимум вдвое за счет внедрения программного комплекса автоматизации диспетчерского оборудования (АДИС). В городской поликлинике № 5 установлена первая в Центральном федеральном округе электронная регистратура.
Закрепились позитивные тенденции в демографии. По итогам 2008 года Брянск вышел на третье место в ЦФО по рождаемости — 11 родившихся на 1000 населения.
- Образование

В 2008 году проведен капитальный ремонт 83 % образовательных учреждений. Памятник архитектуры, крупнейшая муниципальная библиотека № 1 имени П. Л. Проскурина переведена в новое здание. Открылось самое современное дошкольное учреждение в городе — детский сад № 30 «Гвоздичка». По решению депутатов Брянского городского Совета с января 2008 года заработная плата воспитателей детских садов повышена на 25 %, заведующих — на 30 %.
В рамках национального проекта «Образование» в 2006—2008 годах в Брянске государственную поддержку в виде гранта в 1 млн рублей получили 22 общеобразовательных учреждения, 57 % общеобразовательных учреждений города (43 из 76) стали победителями проекта, 112 учителей Брянска стали обладателями президентской и губернаторской премий.
- Культура и спорт

За период, когда Игорь Алехин занимал пост главы города, построены физкультурно-оздоровительные комплексы в Белых Берегах и в Володарском районе, Ледовый дворец в Бежицком районе Брянска, проведен капитальный ремонт ДЮСШОР по вольной и греко-римской борьбе.
В Брянске удалось полностью сохранить сеть муниципальных учреждений культуры и учреждений дополнительного образования детей.
- Общественные институты

В 2006 году Брянским городским Советом народных депутатов принято Положение о проведении публичных слушаний, впервые проведены публичные слушания проекта городского бюджета.
В 2006 году в рамках реализации Федерального закона № 131-ФЗ в Брянске началось развитие институтов местного самоуправления: были созданы комиссия по правам человека при главе города Брянска, Общественный совет города Брянска, Совет глав города Брянска, сформированы первые территориальные органы самоуправления.
В 2006 году стартовал проект «Твой вопрос городу», в рамках которого глава Брянска и депутаты городского Совета проводили встречи с жителями города, отвечали на вопросы населения, принимали критику и предложения по развитию муниципалитета.
В 2008 году началась реализация проекта «Рабочая среда», согласно которому каждую среду глава города и представители городского Совета посещают городские предприятия разных форм собственности для знакомства с производством, обсуждения возможностей взаимодействия бизнеса и власти, снижения бюрократических барьеров, повышения доверия к муниципальной власти.
Создан координационный совет по поддержке малого и среднего предпринимательства.
В Брянске впервые реализован проект городской социальной рекламы, основная тематика которого — патриотизм и гордость за достижения своих земляков, защита детства и поддержка молодёжи.
- Отставка

6 марта 2009 года Игорь Алехин подал заявление об отставке и досрочном сложении полномочий.
«Как кандидат, прошедший в областную Думу по одномандатному округу Советский № 4 на выборах 1 марта, Игорь Алехин согласно российскому законодательству должен выбрать — либо передать свой мандат, либо сложить полномочия главы города досрочно. Он выбрал второе, сообщила представитель избирательной комиссии».

## Деятельность в настоящее время
Игорь Иванович Алехин в настоящее время является председателем Брянского регионального отделения общероссийской общественной организации «Деловая Россия». Член бюро регионального совета общероссийской общественной организации «Деловая Россия» от Центрального федерального округа. Он входит в состав Брянской областной думы VI созыва, является руководителем группы компаний «Журавли». Также Алехин является соучредителем благотворительного фонда помощи детям «ДОБРЫЙ ЖУРАВЛИК», действующего на территории Брянской области.
Игорь Алехин входит в состав следующих экспертных групп, общественных советов, партнерств и рабочих групп:
- Инвестиционный совет при губернаторе Брянской области;
- Экспертная группа по мониторингу внедрения и апробации Стандарта деятельности органов исполнительной власти субъекта Российской Федерации по обеспечению благоприятного инвестиционного климата в Брянской области;
- Совет по защите малого и среднего предпринимательства при губернаторе Брянской области;
- Общественный совет по защите малого и среднего бизнеса при прокуратуре Брянской области;
- Региональный совет бизнес-объединений Брянской области;
- Общественный совет глав города Брянска;
- Общественный совет при Правительстве Брянской области по вопросам развития автомобильных дорог и дорожной деятельности;
- Учредители некоммерческого партнерства «Брянская ассоциация венчурных инвесторов»;
- Рабочая группа по тарифно-ценовой политике при комитете Брянской областной думы по промышленности, строительству, предпринимательству и собственности.

## Награды
В 2009 году Игорь Алехин награждён почетным знаком «Руководитель года» за особые заслуги и большой вклад в социально-экономическое развитие города Брянска.
В 2009 году награждён высшей наградой общероссийской общественной организации «Деловая Россия» — серебряной медалью «За верность делу».
В декабре 2009 года Алехин включен в список лиц, вошедших в резерв управленческих кадров, находящихся под патронажем президента Российской Федерации.

## Семья
Игорь Иванович Алехин женат, воспитывает сына Тихона и дочь Полину.